# Лемуан, Жан-Батист (композитор)
Жан-Батист Лемуан или Муан (фр. Jean-Baptiste Lemoyne; 3 апреля 1751, Эме, Дордонь — 30 декабря 1796, Париж) — французский оперный композитор, музыкант.

## Биография
Учился музыке под руководством своего дяди, руководителя церковного хора в соборе города Перигё. С 1770 года учился в Берлине у Иоганна Готлиба Грауна, Иоганна Филиппа Кирнбергера и Иоганна Авраама Шульца. Некоторое время работал там же как второй дирижёр одной из частных опер, затем руководил оперными постановками в Варшаве, где в 1775 году поставил свою первую оперу «Букет Колетты» (фр. Le Bouquet de Colette), в которой дебютировала его юная ученица, впоследствии известная примадонна Антуанетта Сент-Юберти.
В 1780 г. вернулся во Францию, где заявил о себе как последователь оперной реформы Кристофа Виллибальда Глюка, представив в 1782 г. трагическую оперу «Электра», посвящённую Марии-Антуанетте. Недовольство публики работой Лемуана побудило Глюка заявить о своей непричастности к творчеству своего «продолжателя». Тем не менее, следующая работа Лемуана, «Федра», имела успех, и композитор до конца жизни эффективно сотрудничал с парижскими оперными сценами. Наибольшей популярностью пользовалась опера «Притворщики» (фр. Les Prétendus; 1789), не сходившая со сцены 35 лет — по мнению Франсуа Жозефа Фети, исключительно из-за царившего во Франции дурного вкуса.

## Избранные оперы
- Phèdre, лирическая трагедия в 3 актах, 1786 Дворец Фонтенбло
- Nephté, лирическая трагедия в 3 актах, 1789 Парижская национальная опера
- Les Prétendus, 1789
- Les Pommiers et le moulin, 1790
- Elfrida, 1792
- Milliade à Marathon, 1793
- Le Petit Batelier , 1794
- Le Mensonge officieux, 1795